# Slowaaks handbalteam (vrouwen)
Het Slowaakse handbalteam is het nationale team van Slowakije voor vrouwen. Het team vertegenwoordigt de Slowaakse handbalbond (SZH).

## Resultaten

### Olympische Spelen
| Olympische Spelen | Olympische Spelen               | Olympische Spelen               | Olympische Spelen               | Olympische Spelen               | Olympische Spelen               | Olympische Spelen               | Olympische Spelen               | Olympische Spelen               |
| Jaar (teams)      | Resultaat                       | Wed                             | W                               | G                               | V                               | DV                              | DT                              | DS                              |
| ----------------- | ------------------------------- | ------------------------------- | ------------------------------- | ------------------------------- | ------------------------------- | ------------------------------- | ------------------------------- | ------------------------------- |
| 1976 (6)          | Onderdeel van Tsjecho-Slowakije | Onderdeel van Tsjecho-Slowakije | Onderdeel van Tsjecho-Slowakije | Onderdeel van Tsjecho-Slowakije | Onderdeel van Tsjecho-Slowakije | Onderdeel van Tsjecho-Slowakije | Onderdeel van Tsjecho-Slowakije | Onderdeel van Tsjecho-Slowakije |
| 1980 (6)          | Onderdeel van Tsjecho-Slowakije | Onderdeel van Tsjecho-Slowakije | Onderdeel van Tsjecho-Slowakije | Onderdeel van Tsjecho-Slowakije | Onderdeel van Tsjecho-Slowakije | Onderdeel van Tsjecho-Slowakije | Onderdeel van Tsjecho-Slowakije | Onderdeel van Tsjecho-Slowakije |
| 1984 (6)          | Onderdeel van Tsjecho-Slowakije | Onderdeel van Tsjecho-Slowakije | Onderdeel van Tsjecho-Slowakije | Onderdeel van Tsjecho-Slowakije | Onderdeel van Tsjecho-Slowakije | Onderdeel van Tsjecho-Slowakije | Onderdeel van Tsjecho-Slowakije | Onderdeel van Tsjecho-Slowakije |
| 1988 (8)          | Onderdeel van Tsjecho-Slowakije | Onderdeel van Tsjecho-Slowakije | Onderdeel van Tsjecho-Slowakije | Onderdeel van Tsjecho-Slowakije | Onderdeel van Tsjecho-Slowakije | Onderdeel van Tsjecho-Slowakije | Onderdeel van Tsjecho-Slowakije | Onderdeel van Tsjecho-Slowakije |
| 1992 (8)          | Onderdeel van Tsjecho-Slowakije | Onderdeel van Tsjecho-Slowakije | Onderdeel van Tsjecho-Slowakije | Onderdeel van Tsjecho-Slowakije | Onderdeel van Tsjecho-Slowakije | Onderdeel van Tsjecho-Slowakije | Onderdeel van Tsjecho-Slowakije | Onderdeel van Tsjecho-Slowakije |
| 1996 (8)          | Niet gekwalificeerd             | Niet gekwalificeerd             | Niet gekwalificeerd             | Niet gekwalificeerd             | Niet gekwalificeerd             | Niet gekwalificeerd             | Niet gekwalificeerd             | Niet gekwalificeerd             |
| 2000 (10)         | Niet gekwalificeerd             | Niet gekwalificeerd             | Niet gekwalificeerd             | Niet gekwalificeerd             | Niet gekwalificeerd             | Niet gekwalificeerd             | Niet gekwalificeerd             | Niet gekwalificeerd             |
| 2004 (10)         | Niet gekwalificeerd             | Niet gekwalificeerd             | Niet gekwalificeerd             | Niet gekwalificeerd             | Niet gekwalificeerd             | Niet gekwalificeerd             | Niet gekwalificeerd             | Niet gekwalificeerd             |
| 2008 (12)         | Niet gekwalificeerd             | Niet gekwalificeerd             | Niet gekwalificeerd             | Niet gekwalificeerd             | Niet gekwalificeerd             | Niet gekwalificeerd             | Niet gekwalificeerd             | Niet gekwalificeerd             |
| 2012 (12)         | Niet gekwalificeerd             | Niet gekwalificeerd             | Niet gekwalificeerd             | Niet gekwalificeerd             | Niet gekwalificeerd             | Niet gekwalificeerd             | Niet gekwalificeerd             | Niet gekwalificeerd             |
| 2016 (12)         | Niet gekwalificeerd             | Niet gekwalificeerd             | Niet gekwalificeerd             | Niet gekwalificeerd             | Niet gekwalificeerd             | Niet gekwalificeerd             | Niet gekwalificeerd             | Niet gekwalificeerd             |
| 2020 (12)         | Niet gekwalificeerd             | Niet gekwalificeerd             | Niet gekwalificeerd             | Niet gekwalificeerd             | Niet gekwalificeerd             | Niet gekwalificeerd             | Niet gekwalificeerd             | Niet gekwalificeerd             |
| Totaal            | 0/7                             | 0                               | 0                               | 0                               | 0                               | 0                               | 0                               | 0                               |

 Kampioen   Runner-up   Derde plaats   Vierde plaats

### Wereldkampioenschap
| Wereldkampioenschap | Wereldkampioenschap                              | Wereldkampioenschap                              | Wereldkampioenschap                              | Wereldkampioenschap                              | Wereldkampioenschap                              | Wereldkampioenschap                              | Wereldkampioenschap                              | Wereldkampioenschap                              |
| Jaar                | Resultaat                                        | Wed                                              | W                                                | G                                                | V                                                | DV                                               | DT                                               | DS                                               |
| ------------------- | ------------------------------------------------ | ------------------------------------------------ | ------------------------------------------------ | ------------------------------------------------ | ------------------------------------------------ | ------------------------------------------------ | ------------------------------------------------ | ------------------------------------------------ |
| 1957                | Onderdeel van Tsjecho-Slowakije                  | Onderdeel van Tsjecho-Slowakije                  | Onderdeel van Tsjecho-Slowakije                  | Onderdeel van Tsjecho-Slowakije                  | Onderdeel van Tsjecho-Slowakije                  | Onderdeel van Tsjecho-Slowakije                  | Onderdeel van Tsjecho-Slowakije                  | Onderdeel van Tsjecho-Slowakije                  |
| 1962                | Onderdeel van Tsjecho-Slowakije                  | Onderdeel van Tsjecho-Slowakije                  | Onderdeel van Tsjecho-Slowakije                  | Onderdeel van Tsjecho-Slowakije                  | Onderdeel van Tsjecho-Slowakije                  | Onderdeel van Tsjecho-Slowakije                  | Onderdeel van Tsjecho-Slowakije                  | Onderdeel van Tsjecho-Slowakije                  |
| 1965                | Onderdeel van Tsjecho-Slowakije                  | Onderdeel van Tsjecho-Slowakije                  | Onderdeel van Tsjecho-Slowakije                  | Onderdeel van Tsjecho-Slowakije                  | Onderdeel van Tsjecho-Slowakije                  | Onderdeel van Tsjecho-Slowakije                  | Onderdeel van Tsjecho-Slowakije                  | Onderdeel van Tsjecho-Slowakije                  |
| 1971                | Onderdeel van Tsjecho-Slowakije                  | Onderdeel van Tsjecho-Slowakije                  | Onderdeel van Tsjecho-Slowakije                  | Onderdeel van Tsjecho-Slowakije                  | Onderdeel van Tsjecho-Slowakije                  | Onderdeel van Tsjecho-Slowakije                  | Onderdeel van Tsjecho-Slowakije                  | Onderdeel van Tsjecho-Slowakije                  |
| 1973                | Onderdeel van Tsjecho-Slowakije                  | Onderdeel van Tsjecho-Slowakije                  | Onderdeel van Tsjecho-Slowakije                  | Onderdeel van Tsjecho-Slowakije                  | Onderdeel van Tsjecho-Slowakije                  | Onderdeel van Tsjecho-Slowakije                  | Onderdeel van Tsjecho-Slowakije                  | Onderdeel van Tsjecho-Slowakije                  |
| 1975                | Onderdeel van Tsjecho-Slowakije                  | Onderdeel van Tsjecho-Slowakije                  | Onderdeel van Tsjecho-Slowakije                  | Onderdeel van Tsjecho-Slowakije                  | Onderdeel van Tsjecho-Slowakije                  | Onderdeel van Tsjecho-Slowakije                  | Onderdeel van Tsjecho-Slowakije                  | Onderdeel van Tsjecho-Slowakije                  |
| 1978                | Onderdeel van Tsjecho-Slowakije                  | Onderdeel van Tsjecho-Slowakije                  | Onderdeel van Tsjecho-Slowakije                  | Onderdeel van Tsjecho-Slowakije                  | Onderdeel van Tsjecho-Slowakije                  | Onderdeel van Tsjecho-Slowakije                  | Onderdeel van Tsjecho-Slowakije                  | Onderdeel van Tsjecho-Slowakije                  |
| 1982                | Onderdeel van Tsjecho-Slowakije                  | Onderdeel van Tsjecho-Slowakije                  | Onderdeel van Tsjecho-Slowakije                  | Onderdeel van Tsjecho-Slowakije                  | Onderdeel van Tsjecho-Slowakije                  | Onderdeel van Tsjecho-Slowakije                  | Onderdeel van Tsjecho-Slowakije                  | Onderdeel van Tsjecho-Slowakije                  |
| 1986                | Onderdeel van Tsjecho-Slowakije                  | Onderdeel van Tsjecho-Slowakije                  | Onderdeel van Tsjecho-Slowakije                  | Onderdeel van Tsjecho-Slowakije                  | Onderdeel van Tsjecho-Slowakije                  | Onderdeel van Tsjecho-Slowakije                  | Onderdeel van Tsjecho-Slowakije                  | Onderdeel van Tsjecho-Slowakije                  |
| 1990                | Onderdeel van Tsjecho-Slowakije                  | Onderdeel van Tsjecho-Slowakije                  | Onderdeel van Tsjecho-Slowakije                  | Onderdeel van Tsjecho-Slowakije                  | Onderdeel van Tsjecho-Slowakije                  | Onderdeel van Tsjecho-Slowakije                  | Onderdeel van Tsjecho-Slowakije                  | Onderdeel van Tsjecho-Slowakije                  |
| 1993                | Onderdeel van Tsjecho-Slowakije (gekwalificeerd) | Onderdeel van Tsjecho-Slowakije (gekwalificeerd) | Onderdeel van Tsjecho-Slowakije (gekwalificeerd) | Onderdeel van Tsjecho-Slowakije (gekwalificeerd) | Onderdeel van Tsjecho-Slowakije (gekwalificeerd) | Onderdeel van Tsjecho-Slowakije (gekwalificeerd) | Onderdeel van Tsjecho-Slowakije (gekwalificeerd) | Onderdeel van Tsjecho-Slowakije (gekwalificeerd) |
| 1995                | 12de                                             | 8                                                | 2                                                | 1                                                | 5                                                | 184                                              | 204                                              | –20                                              |
| 1997                | Niet gekwalificeerd                              | Niet gekwalificeerd                              | Niet gekwalificeerd                              | Niet gekwalificeerd                              | Niet gekwalificeerd                              | Niet gekwalificeerd                              | Niet gekwalificeerd                              | Niet gekwalificeerd                              |
| 1999                | Niet gekwalificeerd                              | Niet gekwalificeerd                              | Niet gekwalificeerd                              | Niet gekwalificeerd                              | Niet gekwalificeerd                              | Niet gekwalificeerd                              | Niet gekwalificeerd                              | Niet gekwalificeerd                              |
| 2001                | Niet gekwalificeerd                              | Niet gekwalificeerd                              | Niet gekwalificeerd                              | Niet gekwalificeerd                              | Niet gekwalificeerd                              | Niet gekwalificeerd                              | Niet gekwalificeerd                              | Niet gekwalificeerd                              |
| 2003                | Niet gekwalificeerd                              | Niet gekwalificeerd                              | Niet gekwalificeerd                              | Niet gekwalificeerd                              | Niet gekwalificeerd                              | Niet gekwalificeerd                              | Niet gekwalificeerd                              | Niet gekwalificeerd                              |
| 2005                | Niet gekwalificeerd                              | Niet gekwalificeerd                              | Niet gekwalificeerd                              | Niet gekwalificeerd                              | Niet gekwalificeerd                              | Niet gekwalificeerd                              | Niet gekwalificeerd                              | Niet gekwalificeerd                              |
| 2007                | Niet gekwalificeerd                              | Niet gekwalificeerd                              | Niet gekwalificeerd                              | Niet gekwalificeerd                              | Niet gekwalificeerd                              | Niet gekwalificeerd                              | Niet gekwalificeerd                              | Niet gekwalificeerd                              |
| 2009                | Niet gekwalificeerd                              | Niet gekwalificeerd                              | Niet gekwalificeerd                              | Niet gekwalificeerd                              | Niet gekwalificeerd                              | Niet gekwalificeerd                              | Niet gekwalificeerd                              | Niet gekwalificeerd                              |
| 2011                | Niet gekwalificeerd                              | Niet gekwalificeerd                              | Niet gekwalificeerd                              | Niet gekwalificeerd                              | Niet gekwalificeerd                              | Niet gekwalificeerd                              | Niet gekwalificeerd                              | Niet gekwalificeerd                              |
| 2013                | Niet gekwalificeerd                              | Niet gekwalificeerd                              | Niet gekwalificeerd                              | Niet gekwalificeerd                              | Niet gekwalificeerd                              | Niet gekwalificeerd                              | Niet gekwalificeerd                              | Niet gekwalificeerd                              |
| 2015                | Niet gekwalificeerd                              | Niet gekwalificeerd                              | Niet gekwalificeerd                              | Niet gekwalificeerd                              | Niet gekwalificeerd                              | Niet gekwalificeerd                              | Niet gekwalificeerd                              | Niet gekwalificeerd                              |
| 2017                | Niet gekwalificeerd                              | Niet gekwalificeerd                              | Niet gekwalificeerd                              | Niet gekwalificeerd                              | Niet gekwalificeerd                              | Niet gekwalificeerd                              | Niet gekwalificeerd                              | Niet gekwalificeerd                              |
| 2019                | Niet gekwalificeerd                              | Niet gekwalificeerd                              | Niet gekwalificeerd                              | Niet gekwalificeerd                              | Niet gekwalificeerd                              | Niet gekwalificeerd                              | Niet gekwalificeerd                              | Niet gekwalificeerd                              |
| 2021                | 26ste                                            | 7                                                | 3                                                | 0                                                | 4                                                | 169                                              | 172                                              | –3                                               |
| Totaal              | 2/14                                             | 15                                               | 5                                                | 1                                                | 9                                                | 353                                              | 376                                              | –23                                              |

 Kampioen   Runner-up   Derde plaats   Vierde plaats

### Europees kampioenschap
| Europees kampioenschap | Europees kampioenschap | Europees kampioenschap | Europees kampioenschap | Europees kampioenschap | Europees kampioenschap | Europees kampioenschap | Europees kampioenschap | Europees kampioenschap | Europees kampioenschap |
| Jaar (teams)           | Resultaat              | Wed                    | W                      | G                      | V                      | DV                     | DT                     | DS                     | Kwal                   |
| ---------------------- | ---------------------- | ---------------------- | ---------------------- | ---------------------- | ---------------------- | ---------------------- | ---------------------- | ---------------------- | ---------------------- |
| 1994 (12)              | 12de                   | 6                      | 0                      | 1                      | 5                      | 111                    | 148                    | –37                    | (Kwal.)                |
| 1996 (12)              | Niet gekwalificeerd    | Niet gekwalificeerd    | Niet gekwalificeerd    | Niet gekwalificeerd    | Niet gekwalificeerd    | Niet gekwalificeerd    | Niet gekwalificeerd    | Niet gekwalificeerd    | Niet gekwalificeerd    |
| 1998 (12)              | Niet gekwalificeerd    | Niet gekwalificeerd    | Niet gekwalificeerd    | Niet gekwalificeerd    | Niet gekwalificeerd    | Niet gekwalificeerd    | Niet gekwalificeerd    | Niet gekwalificeerd    | Niet gekwalificeerd    |
| 2000 (12)              | Niet gekwalificeerd    | Niet gekwalificeerd    | Niet gekwalificeerd    | Niet gekwalificeerd    | Niet gekwalificeerd    | Niet gekwalificeerd    | Niet gekwalificeerd    | Niet gekwalificeerd    | Niet gekwalificeerd    |
| 2002 (16)              | Niet gekwalificeerd    | Niet gekwalificeerd    | Niet gekwalificeerd    | Niet gekwalificeerd    | Niet gekwalificeerd    | Niet gekwalificeerd    | Niet gekwalificeerd    | Niet gekwalificeerd    | Niet gekwalificeerd    |
| 2004 (16)              | Niet gekwalificeerd    | Niet gekwalificeerd    | Niet gekwalificeerd    | Niet gekwalificeerd    | Niet gekwalificeerd    | Niet gekwalificeerd    | Niet gekwalificeerd    | Niet gekwalificeerd    | Niet gekwalificeerd    |
| 2006 (16)              | Niet gekwalificeerd    | Niet gekwalificeerd    | Niet gekwalificeerd    | Niet gekwalificeerd    | Niet gekwalificeerd    | Niet gekwalificeerd    | Niet gekwalificeerd    | Niet gekwalificeerd    | Niet gekwalificeerd    |
| 2008 (16)              | Niet gekwalificeerd    | Niet gekwalificeerd    | Niet gekwalificeerd    | Niet gekwalificeerd    | Niet gekwalificeerd    | Niet gekwalificeerd    | Niet gekwalificeerd    | Niet gekwalificeerd    | Niet gekwalificeerd    |
| 2010 (16)              | Niet gekwalificeerd    | Niet gekwalificeerd    | Niet gekwalificeerd    | Niet gekwalificeerd    | Niet gekwalificeerd    | Niet gekwalificeerd    | Niet gekwalificeerd    | Niet gekwalificeerd    | Niet gekwalificeerd    |
| 2012 (16)              | Niet gekwalificeerd    | Niet gekwalificeerd    | Niet gekwalificeerd    | Niet gekwalificeerd    | Niet gekwalificeerd    | Niet gekwalificeerd    | Niet gekwalificeerd    | Niet gekwalificeerd    | Niet gekwalificeerd    |
| 2014 (16)              | 12de                   | 6                      | 1                      | 0                      | 5                      | 129                    | 167                    | –38                    | (Kwal.)                |
| 2016 (16)              | Niet gekwalificeerd    | Niet gekwalificeerd    | Niet gekwalificeerd    | Niet gekwalificeerd    | Niet gekwalificeerd    | Niet gekwalificeerd    | Niet gekwalificeerd    | Niet gekwalificeerd    | Niet gekwalificeerd    |
| 2018 (16)              | Niet gekwalificeerd    | Niet gekwalificeerd    | Niet gekwalificeerd    | Niet gekwalificeerd    | Niet gekwalificeerd    | Niet gekwalificeerd    | Niet gekwalificeerd    | Niet gekwalificeerd    | Niet gekwalificeerd    |
| 2020 (16)              | Niet gekwalificeerd    | Niet gekwalificeerd    | Niet gekwalificeerd    | Niet gekwalificeerd    | Niet gekwalificeerd    | Niet gekwalificeerd    | Niet gekwalificeerd    | Niet gekwalificeerd    | Niet gekwalificeerd    |
| 2022 (16)              | Niet gekwalificeerd    | Niet gekwalificeerd    | Niet gekwalificeerd    | Niet gekwalificeerd    | Niet gekwalificeerd    | Niet gekwalificeerd    | Niet gekwalificeerd    | Niet gekwalificeerd    | Niet gekwalificeerd    |
| Totaal                 | 2/14                   | 11                     | 1                      | 2                      | 9                      | 240                    | 315                    | –75                    |                        |

 Kampioen   Runner-up   Derde plaats   Vierde plaats

## Selecties
Europees kampioenschap 2014 – 12de plaats
Simona Súlovská, Monika Rajnohová, Selma Blažeková, Andrea Kertészová, Petra Beňušková, Andrea Czanik, Lucia Gubiková, Katarína Dubajová, Žaneta Tóthová, Simona Szarková, Klaudia Michnová, Lucia Súkenníková, Lýdia Jakubisová, Martina Školková, Tetyana Trehubová, Réka Bíziková, Dominika Horňáková en Eva Minárčiková. Bondscoach: Dušan Poloz.